# Danaea tenera
Danaea tenera är en kärlväxtart som beskrevs av Julius Sterling Morton. Danaea tenera ingår i släktet Danaea, och familjen Marattiaceae. Inga underarter finns listade i Catalogue of Life.